# 17:e världsjamboreen
Den 17:e världsjamboreen hölls i Seoraksan Nationalpark i Sydkorea 1991. De 16 000 deltagande scouterna kom från fler än 130 länder. Temat för jamboreen var Many Lands, One World.